# Liu Chuang
Liu Chuang (chiń. 刘闯; pinyin Liú Chuǎng; ur. 6 czerwca 1990) – chiński snookerzysta.

## Wczesne lata
Liu Chuang dorastał w prowincji Liaoning w północnych Chinach. Niedaleko jego rodzinnego domu znajdował się lokalny klub snookerowy. Kiedy miał 10 lat często tam chodził i grywał w snookera. Jego ojciec dostrzegł jego potencjał i postanowił go rozwijać. Stał się także pierwszym trenerem Liu Chuanga.
W wieku 13 lat, Liu podróżował tysiące kilometrów, by móc grać w południowych Chinach, gdzie mieszka więcej profesjonalnych zawodników. To tam rozpoczął grę w różnych lokalnych turniejach. W 2007 roku, prezes Asian Snooker Association zauważył jego talent i jako jeden z organizatorów turnieju China Open 2007, postanowił pozyskać Liu Chuanga do turnieju obdarowując go dziką kartą.

## Kariera zawodowa
W gronie profesjonalistów po raz pierwszy zagrał w roku 2007, kiedy to stał się beneficjentem „dzikiej karty” w turnieju China Open 2007.

### Sezon 2006/2007
Dzięki dzikiej karcie udało mu się dojść do pierwszej rundy rankingowego turnieju China Open 2007. W rundzie dzikich kart tego turnieju pokonał Andy’ego Hicksa 5:4, przegrał zaś w pierwszej rundzie fazy zasadniczej tegoż turnieju ze swoim idolem Ronniem O’Sullivanem 1:5.

### Sezon 2007/2008
W 2008 roku wystąpił w finałach Mistrzostw świata 2008. Wcześniej w kwalifikacjach pokonał kolejno: Colina Mitchella 10-0, Lee Walkera 10-9, Joe Delaneya 10-5, Davida Graya 10-5 i Dominica Dale’a 10-9. W fazie zasadniczej Mistrzostw świata przegrał jednak już w pierwszym meczu z Ronniem O’Sullivanem 5:10 (po pierwszej sesji było 4:5). Zapytany przez dziennikarzy o emocje, jakie mu towarzyszyły tuż po dostaniu się do mistrzostw, odpowiedział, iż od razu zadzwonił do swoich rodziców, którzy śledzili jego spotkanie za pomocą live scoringu, pomimo że była północ. Z powodu słabych wyników w sezonie 2007/2008, nie został on sklasyfikowany w światowym rankingu snookerowym na sezon 2008/2009.

### Sezon 2010/2011
15 kwietnia 2010 roku wygrał Asian Under 21 Snooker Championship pokonując w finale Thanawat Thirapongpaiboona 10-5. Zwycięstwo to pozwoliło Liu Chuangowi powrócić w sezonie 2010/2011 do Main Touru.
W kwalifikacjach do pierwszego turnieju w sezonie, Shanghai Masters 2010, Liu Chuang odpadł już w pierwszej rundzie pokonany przez Michaela White’a 2-5.
Mieszka w Sheffield i uczęszcza do World Snooker Academy.